# Leucauge celebesiana
Leucauge celebesiana este o specie de păianjeni din genul Leucauge, familia Tetragnathidae. A fost descrisă pentru prima dată de Charles Athanase Walckenaer în anul 1842. Conform Catalogue of Life specia Leucauge celebesiana nu are subspecii cunoscute.